# I Don’t Mind the Pain
I Don’t Mind the Pain to trzeci singel promujący album Danzig 4 amerykańskiego zespołu Danzig. Wydany w maju 1995 roku.

## Lista utworów
1. „I Don’t Mind the Pain” – 4:28
2. „Going Down to Die” – 5:01
3. „Bringer of Death” (live) – 6:34
4. „Little Whip” (live) – 4:54

## Twórcy
- Glenn Danzig – śpiew, gitara, pianino
- Eerie Von – gitara basowa
- John Christ – gitara
- Chuck Biscuits – perkusja (utwory 1 i 2)
- Joey Castillo – perkusja (utwory 3 i 4)
- Rick Rubin – produkcja

## Wideografia
- „I Don’t Mind the Pain” – 1995